# بريان ستيل (ممثل)
بريان ستيل (بالإنجليزية: Brian Steele)‏ هو ممثل أمريكي، ولد في 10 أكتوبر 1956 بميلفورد في الولايات المتحدة.

## أعمال

### أفلام
- (2004) هلبوي[2]
- (2005) هلاك[3]
- (2006)  تطور[4]
- (2008)  ذا غولدن أرمي[5]
- (2009)  الخلاص[6][7][8]
- (2010) مفترسات[9][10][11][12]

## وصلات خارجية
- بريان ستيل على موقع IMDb (الإنجليزية)
- بريان ستيل على موقع قاعدة بيانات الفيلم (الإنجليزية)